# 170 (nombre)
« Cent soixante-dix » redirige ici. Pour l'année, voir 170.
170 (cent-septante, cent septante, cent-soixante-dix ou cent soixante-dix) est l'entier naturel qui suit 169 et qui précède 171.

## En mathématiques
170 est :
- Un nombre sphénique.
- Le plus petit n pour lequel {\displaystyle \varphi (n)\,} et {\displaystyle \sigma (n)\,} sont tous les deux des carrés.
- Un nombre nontotient.
- Un nombre noncototient.
- Un nombre uniforme en base 4 (2222).

## Dans d'autres domaines
170 est aussi :
- Années historiques : -170, 170